# Asthenoceras
Asthenoceras – rodzaj głowonogów z podgromady amonitów.
Żył w okresie jury (aalen - bajos).